# Undiscovered (película)
Undiscovered es una película de 2005 dirigida por Meiert Avis, lanzada el 26 de agosto del 2005. La película recibió una larga recepción negativa.
El DVD de la película fue lanzado en diciembre de 2005.

## Trama
La trama es acerca de un grupo de artistas aspirantes, que intentaron establecer sus carreras en Los Ángeles.

## Reparto
- Pell James - Brier Tucket
- Steven Strait - Luke Falcon
- Shannyn Sossamon - Josie
- Ashlee Simpson - Clea
- Kip Pardue - Euan Falcon
- Carrie Fisher - Carrie
- Stephen Moyer - Mick Benson
- Fisher Stevens - Garrett Schweck

## Premios y nominaciones

### 2005 Golden Raspberry Awards
- Worst Supporting Actress Peor Actriz de Reparto (Ashlee Simpson) - Nominada[4]